# 충청북도문화재연구원
충청북도역사문화연구원은 민족 문화유산의 체계적인 연구, 출토유물의 보존처리 및 그 활용을 통해 민족문화 전승 보급, 문화유산의 총체적인 보존 관리를 위하여 2005년 11월 7일 설립된 문화체육관광부 소관의 재단법인이다. 사무실은 충청북도 청주시 청원구 밀레니엄4로 16(정상동)에 있다.

## 주요 사업
- 지역 문화유산의 체계적 보존·관리와 학술연구
- 매장문화재 조사·연구와 보존관리
- 전문인력의 양성 및 재교육

## 연혁
- 2005년 7. 6 창립총회 및 정관 등 확정